# عوطب
عَوْطَب أو تَبَقُع (الاسم العلمي: Venturia)، جنس فطريات مجهرية من فصيلة العوطبيات. وصف لأول مرة في عام 1882، أنواعه هي من مسببات الأمراض النباتية. ينتشر العوطب على نطاق واسع ويحتوي الجنس على ما يقدر بـ 58 نوعًا. تم تمثيل انعدام الشكل (Anamorphs) 1 تاريخيًا في جنس Fusicladium.

## الأنواع
- V. acerina
- V. aceris
- V. adusta
- V. anemones
- V. asperata
- V. atriseda
- V. aucupariae
- V. carpophila  [لغات أخرى]‏
- V. centaureae
- V. cephalariae
- V. cerasi
- V. chamaemori
- V. chlorospora
- V. comari
- V. crataegi
- V. ditricha
- V. effusa  [لغات أخرى]‏
- V. epilobii
- V. eres
- V. fraxini
- V. geranii
- V. helvetica
- V. hystrioides
- V. inaequalis  [لغات أخرى]‏
- V. integra
- V. juncaginearum
- V. kunzei
- V. lonicerae
- V. macularis
- V. maculiformis
- V. mandshurica
- V. minuta
- V. nashicola
- V. nitida
- V. palustris
- V. polygoni-vivipari
- V. populina
- V. potentillae
- V. pyrina
- V. ribis
- V. rumicis
- V. saliciperda
- V. subcutanea
- V. thwaitesii
- V. viennotii

## التكوين الوراثي
تم الإبلاغ عن تسلسل الوراثي الكامل لـ Venturia effusa، وهو أول تسلسل وراثي كامل لأي نوع في الجنس، في عام 2019.

## الهوامش
1. Anamorph: مرحلة تكاثر لاجنسي (شكل)، غالبًا ما تشبه العفن. عندما ينتج فطر واحد عدة صور بصرية متباينة شكليًا، تسمى الأشكال المتجانسة.